# Liste von Persönlichkeiten der Stadt Weißenfels
Die Liste von Persönlichkeiten der Stadt Weißenfels enthält Personen, die in Weißenfels geboren wurden, sowie solche, die dort zeitweise gelebt und gewirkt haben, jeweils chronologisch aufgelistet nach dem Geburtsjahr. Die Liste erhebt keinen Anspruch auf Vollständigkeit.

## Ehrenbürger
- 1917: Paul von Hindenburg (1847–1934), Generalfeldmarschall[1]
- 1933: Adolf Hitler
- 1935: Hermann Göring

## In Weißenfels geborene Persönlichkeiten

### Bis 1800

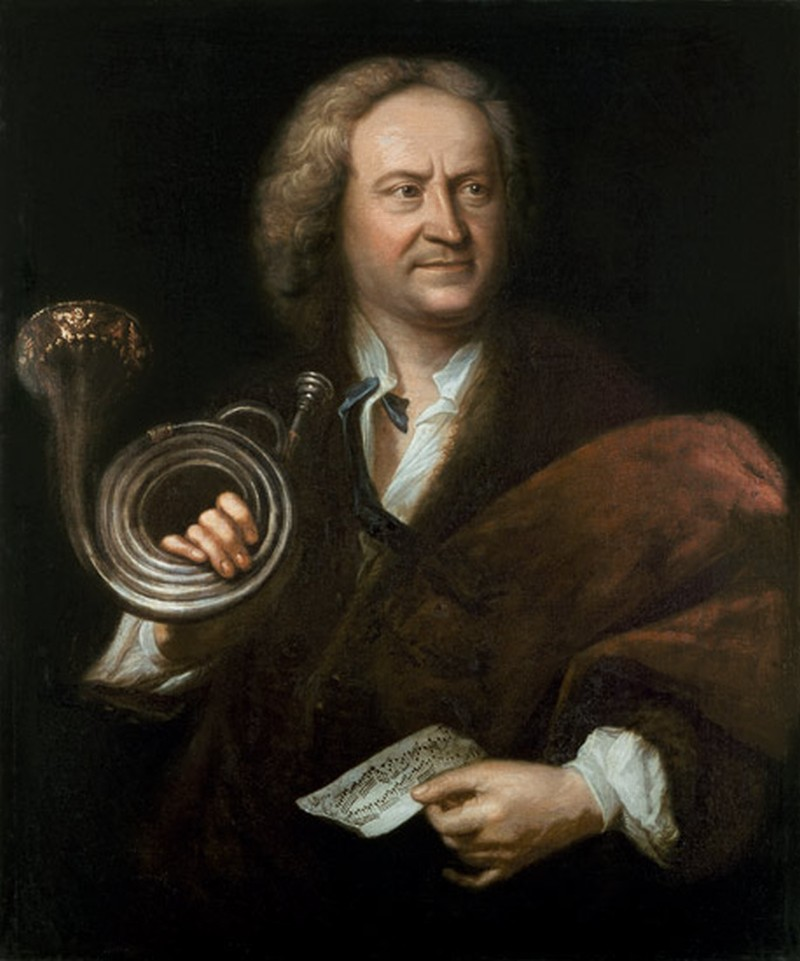
Gottfried Reiche, um 1726,
Gemälde von Elias Gottlob Haußmann

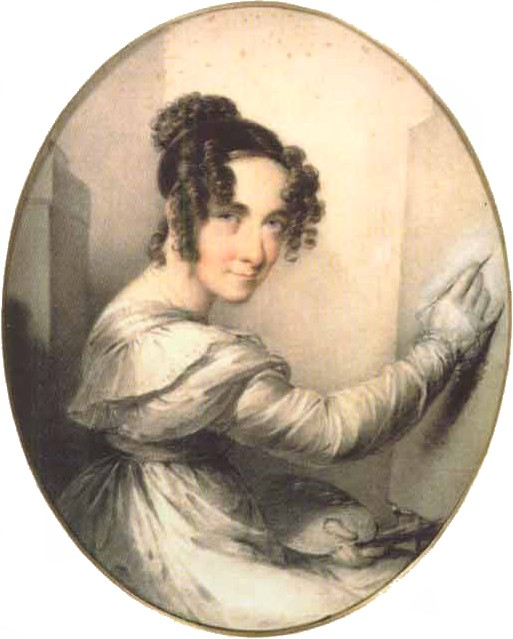
Therese aus dem Winckel: Selbstporträt

- Balthasar von Wettin (1336–1406), Markgraf von Meißen und Landgraf von Thüringen
- Joachim Heller (um 1518–um 1590), Mathematiker, Lehrer und Schulleiter, Kalenderschreiber, Astronom und Komponist
- Georg Weber (* um 1538–1599), Komponist, Kantor
- Enoch Heiland (1582–1639), Rechtswissenschaftler
- Gottfried Reiche (1667–1734), Barocktrompeter
- Johann Burchard Freystein (1671–1718), Jurist und Kirchenliederdichter
- Michael Heinrich Reinhard (1676–1732), evangelisch-lutherischer Theologe und 1730–1732 Generalsuperintendent in Weißenfels
- Johann Adolf II. (1685–1746), Herzog der kursächsischen Sekundogenitur Sachsen-Weißenfels sowie Fürst von Sachsen-Querfurt
- Johann Gotthilf Krieger (1687-nach 1743) Komponist und Kapellmeister am Weißenfelser Hof, Sohn von Johann Philipp Krieger
- Johanna Elisabeth Hesse geb. Döbricht (1692–1786), Opern- und Konzertsängerin
- Heinrich Graf von Bünau (1697–1762), Staatsmann und Historiker
- Johann Christian Edelmann (1698–1767), Aufklärer und Publizist
- Heinrich von Brühl (1700–1763), sächsischer Staatsmann
- Eberhard Christian Kindermann (1715–unbekannt), erster deutschsprachiger Science-Fiction-Autor
- Johann Christian Messerschmid (1720–1794), Pädagoge, Lehrer, Rektor und Hochschullehrer
- Johann Ernst Zeiher (1725–1784), Mathematiker, Mechaniker, Linguist und Optiker
- Lebrecht Christoph Daniel Mittelhäuser (1727–1808), Arzt
- Johann August Dathe (1731–1791), Philologe
- Johann Ernst Altenburg (1734–1801), Komponist
- Christiane Louise von Rochow, geborene von Bose (1734–1808), Rittergutsbesitzerin und Sozialreformerin
- Friedrich Carl von Bose (1737–1764), Domherr des Domstifts Naumburg im Kurfürstentum Sachsen
- Johann Friedrich von Brehmer (1737–1802), preußischer Generalmajor
- Joachim Wilhelm von Brawe (1738–1758), Dramatiker
- Christian August Semler (1767–1825), Schriftsteller
- Johanna Rosine Wagner, geb. Pätz (1774–1848), Tochter eines Weißenfelser Bäckermeisters, Mutter von Richard Wagner
- Ludwig Hess (1776–1853), Universitätskupferstecher in Jena
- Therese aus dem Winckel (1779–1867), Schriftstellerin, Harfenistin und Malerin
- Carl Heinrich Glaeser (1786–1849), Kauf- und Handelsherr zu Berlin, Rittergutsbesitzer auf Lippen (Kreis Crossen (Oder))
- Heinrich Adolph Täschner (1786–1868), Apotheker und Homöopath
- Karl Ludwig Randhan (1787–1840), deutscher Mediziner
- Justus Amadeus Lecerf (1789–1868), Komponist, Musiklehrer und städtischer Musikdirektor in Aachen
- Gottlob Samuel Mohn (1789–1825), Glasmaler

### 1801 bis 1900

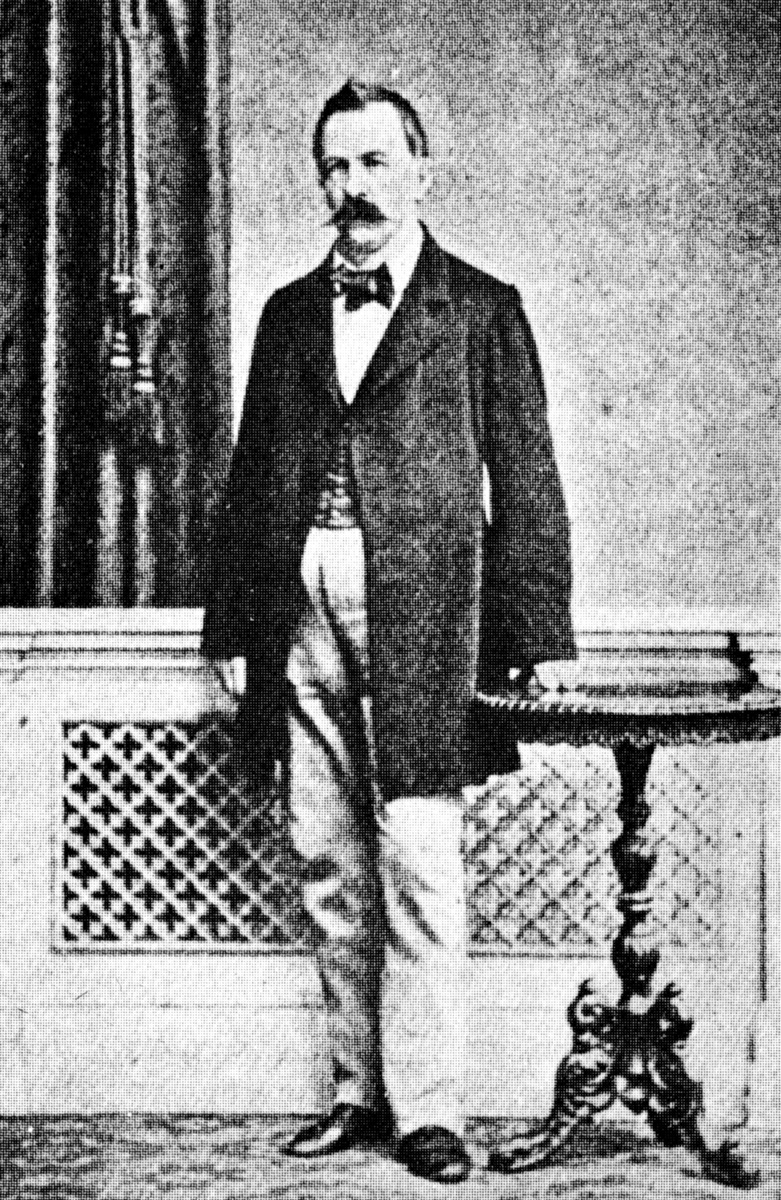
Hermann Loew

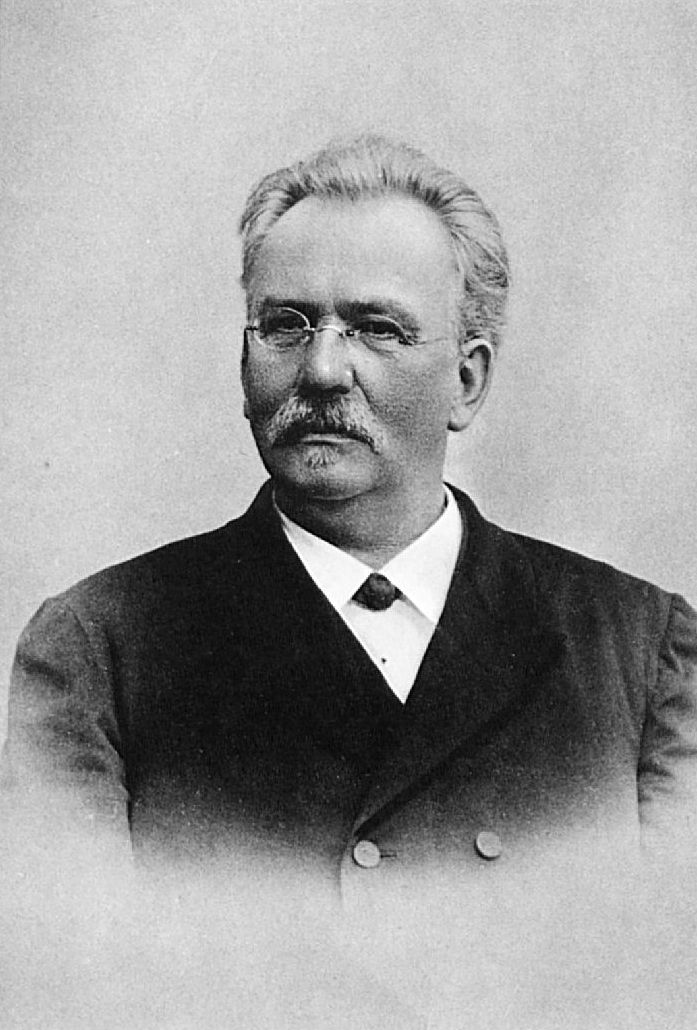
Moritz Heyne

- Julius von Zech-Burkersroda (1805–1872), preußischer Politiker
- Hartmann von Witzleben (1805–1878), preußischer Beamter und Politiker, Mitglied des Preußischen Herrenhauses
- Hermann Loew (1807–1879), Insektenforscher
- Carl Wunibald Otto (1808 – nach 1862), Pharmazeut, Angeklagter im Kölner Kommunistenprozess
- August Keil (1812–1872), deutscher Rittergutbesitzer und Politiker
- Moritz Heyne (1837–1906), Germanist, Herausgeber des Deutschen Wörterbuches
- Heinrich von Goßler (1841–1927), General der Infanterie und Kriegsminister
- Marie Kahle-Kessler (1844–1896), Schauspielerin
- Adolf Sauer (1852–1932), Mineraloge und Geologe
- Arthur Barth (* 1858 in Untergreißlau; † 1927), Chirurg in Danzig
- Gustav Fleischhauer (1859–1925), Ingenieur und Industrieller
- Willy Kükenthal (1861–1922), Zoologe
- Carl Gruhl (1862–1947), Bergbauunternehmer
- Georg Kükenthal (1864–1955), Generalsuperintendent und Botaniker
- Kurt Tecklenburg (1875 – nach 1942), Präsident der Reichsbahndirektionen Osten und Mainz
- Carl Oskar Ursinus (1878–1952), Ingenieur und Luftfahrtpionier
- Alfred Ursinus (1880–1966), Autor, evangelischer Theologe, Philosoph und Oberstudienrat
- Otto Flechtner (1881–1952), Künstler
- Wilhelm Boltz (1886–1939), Politiker (NSDAP), Reichstagsabgeordneter
- Hermann Mootz (1889–1962), deutscher Admiral der Kriegsmarine
- Willi Döbler (1891–1944), Maschinenschlosser und Opfer des Nationalsozialismus
- Karl Hoyer (1891–1936), Organist und Kirchenmusiker
- Erich Krüger (1893–nach 1950), Lehrer und Politiker, Abgeordneter der Volkskammer der DDR

### 1901 bis 1950

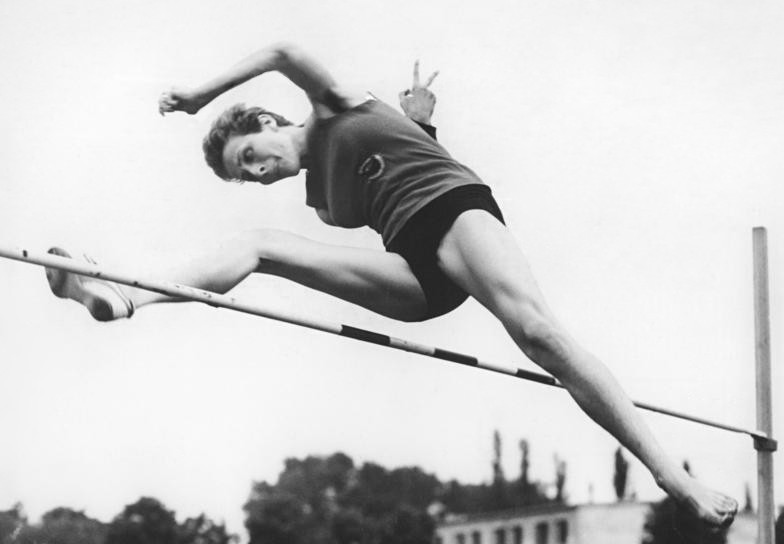
Doris Langer, geb. Walther

- Erich Hofmann (1901–1984), Politiker (NSDAP), Reichstagsabgeordneter
- Franz Hering (1902–1990), Widerstandskämpfer gegen den Nationalsozialismus
- Horst P. Horst (1906–1999), US-amerikanischer Fotograf
- Rudolf Brückner-Fuhlrott (1908–1984), Maler und Bildhauer
- Hildegard Zenker (1909–1999), Fotografin
- Wolfgang Haack (1910–1991), Flottillenadmiral
- Benjamin Halevi (1910–1996), Richter und Politiker
- Konrad Dannenberg (1912–2009), US-Raketenpionier
- Hans Schwarz (1912–1996), Schwimmsportler[3]
- Erich Steidtmann (1914–2010), Polizeioffizier im besetzten Polen
- Gerhard Hoffmann (1917–2009), deutscher Rechtswissenschaftler
- Karl-Heinz Benndorf (1919–1995), Aquarellist und Bildhauer sowie Opfer der Diktatur in der DDR
- Kurt Edel (1920–1987), Sportfunktionär, Gründungspräsident des NOK der DDR
- Heinz Juch (1920–2013), Politiker (SED), Mitglied des Zentralkomitees
- Gérard Tichy (1920–1992), Schauspieler (Doktor Schiwago)
- Heinz Felsch (1922–2016), Maler und Grafiker
- Hasso Gehrmann (1924–2008), Designer, Philosoph und Künstler
- Hans Joachim Reichhardt (1925–2012), Historiker
- Theo Dietzel (1926–2014), Maler und Grafiker
- Günter Zabel (1926–2020), Politiker (SPD)
- Gerd Grabow (* 1928), Maschinenbauingenieur und Hochschullehrer
- Johannes Schäfer (1928–1996), Organist
- Hans-Joachim Winkler (1928–1995), Gewerkschafter (FDGB) und Politiker (SED)
- Wolfgang Hädecke (1929–2022), Schriftsteller
- Horst Gehrmann (1930–2013), Science-Fiction-Schriftsteller, bekannt unter dem Pseudonym H. G. Ewers
- Karl-Heinz Räppel (1930–1992), Kinder- und Jugendbuchautor
- Walter Wimmer (* 1930), Historiker
- Inge Wischnewski (1930–2010), Eiskunstläuferin und Eiskunstlauftrainerin
- Dieter Bähr (1932–2008), Anglist und Hochschullehrer
- Dorothea Moritz (1932–2017), Schauspielerin, Hörspielsprecherin und Journalistin
- Fred Walther (* 1933), Maler und Grafiker
- Armin Ude (1933–2015), Opernsänger und Hochschullehrer
- Helga Ginevra (1938–1996), Malerin
- Doris Langer, geb. Walther (* 1938), Leichtathletin
- Dietrich Lehmstedt (1939–2001), Dokumentarfilmer und Kameramann
- Edith Weber (* 1941), Gewerkschafterin, Politikerin, Mitglied des ZK der SED
- Christian Joerges (1943–2025), Rechtswissenschaftler
- Reinhard Schramm (* 1944), Vorsitzender der Jüdischen Landesgemeinde Thüringen
- Hans Püschel (* 1948), Kommunalpolitiker (NPD), Bürgermeister der Gemeinde Krauschwitz
- Brigitte Heinrich (* 1950), Kabarettistin, Schauspielerin und Synchronsprecherin
- Ralph Lüderitz (1950–2017), Diplom-Ingenieur und Eisenbahnfotograf

### Ab 1951

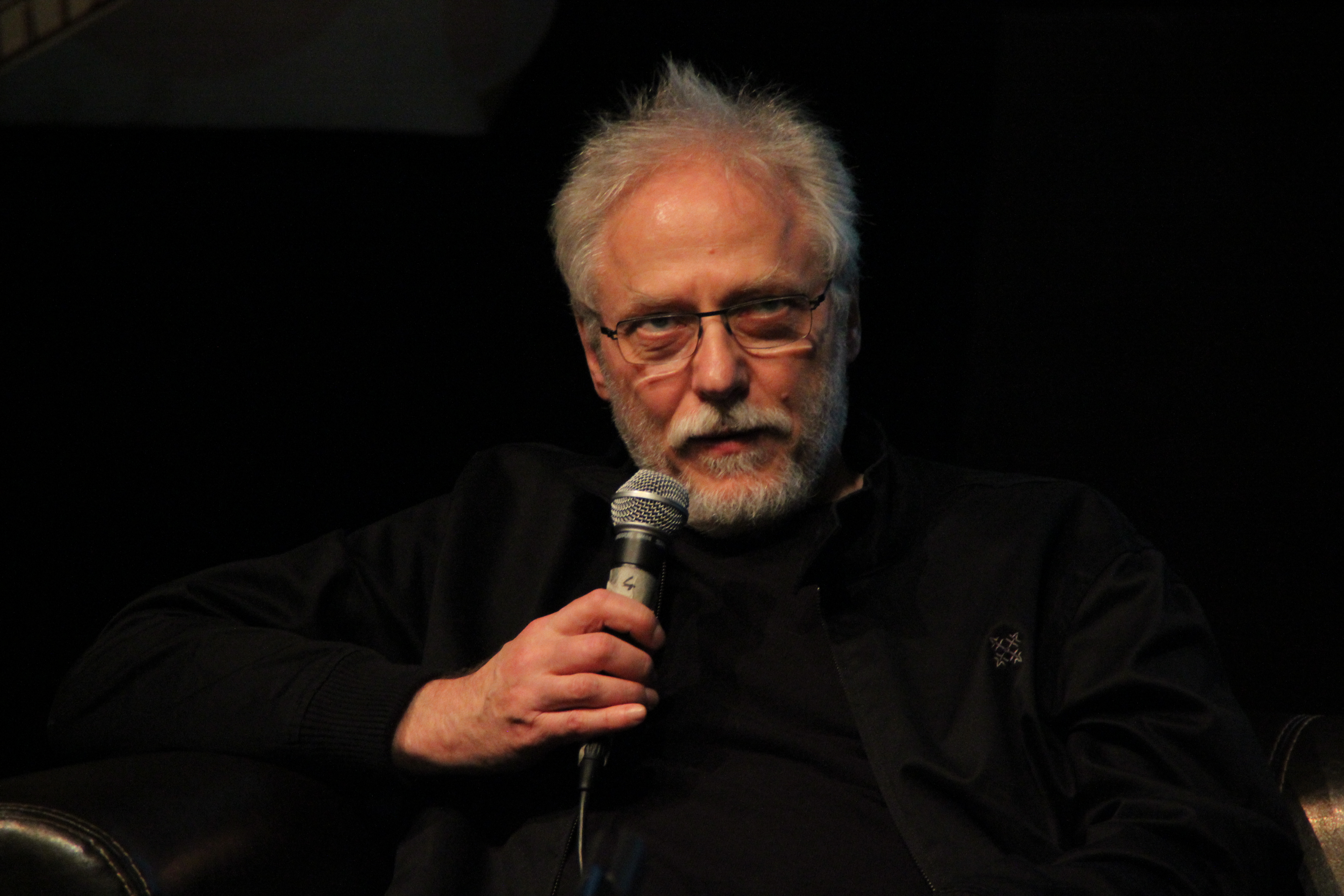
Andreas Martens, 2013

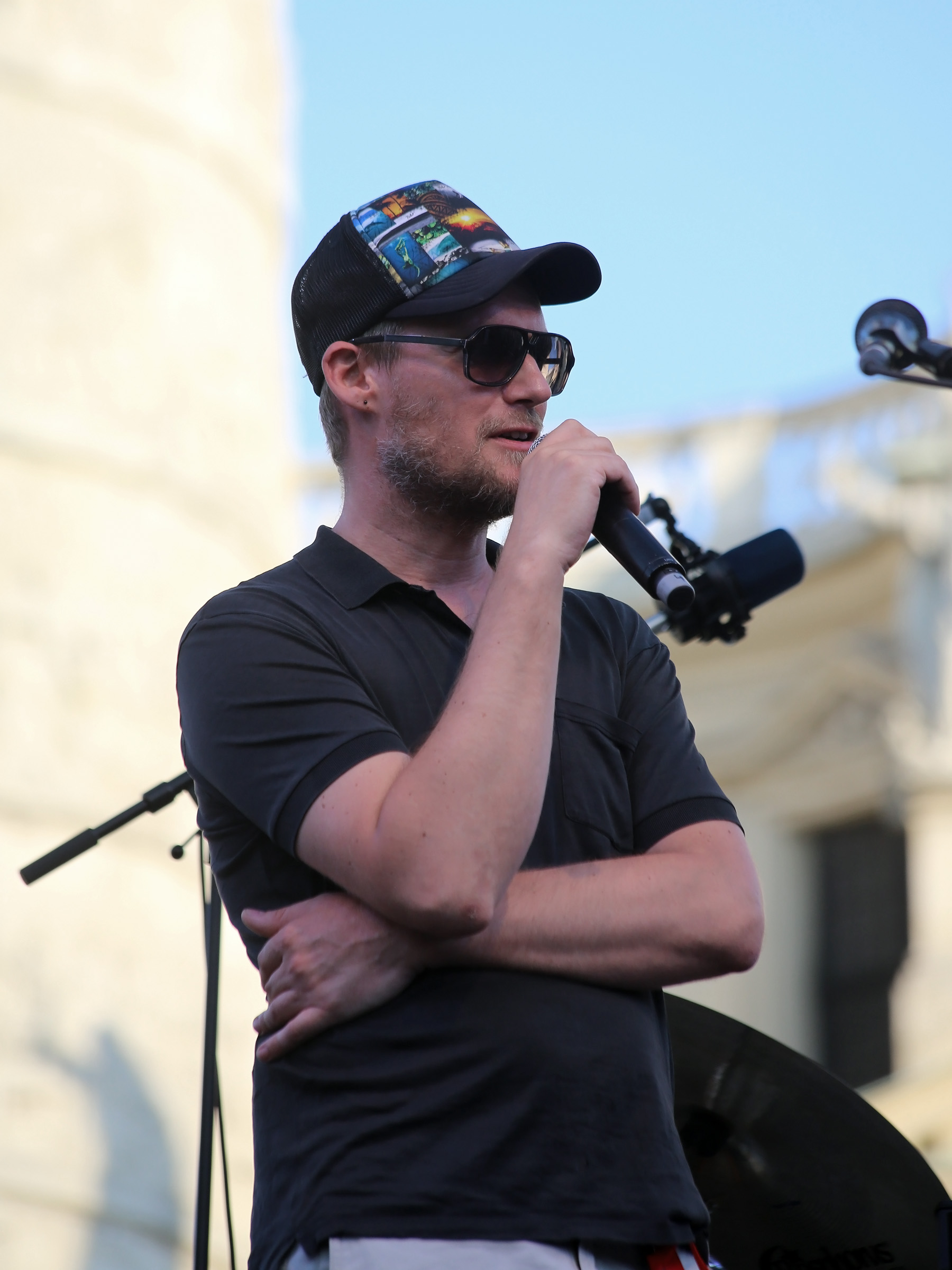
Patrick Pulsinger

- Andreas Martens, genannt Andréas (* 1951), Comiczeichner
- Uta Felgner (* 1951), Managerin
- Rolf-Dieter Kahnt (* 1952), Fußballspieler
- Dieter-Lebrecht Koch (* 1953), Politiker (CDU), Europaabgeordneter
- Anton Paul Kammerer (1954–2021), Maler und Grafiker
- Gunter Schmidt (* 1954), Landtagsabgeordneter (CDU)
- Heidelinde Penndorf (* 1956), Politikerin (Die Linke) und ehemaliges Mitglied des Landtages Sachsen-Anhalt
- Lutz Hoffmann (1959–1997), Turner
- Bernd Franke (* 1959), Komponist
- Jens-Fietje Dwars (* 1960), Autor und Organisator von Ausstellungen
- Jutta Ploch (* 1960), Ruderin
- Romy Saalfeld (* 1960), Ruderin
- Peter Erler (* 1961), Historiker
- Gesine Walther (* 1962), Leichtathletin
- Birke Bull-Bischoff (* 1963), Lehrerin und Politikerin (PDS, Die Linke), Mitglied des Deutschen Bundestages
- Olaf Besser (* 1964), Fußballspieler
- Dieter Stier (* 1964), Diplom-Agraringenieur, Politiker (CDU), Mitglied des Deutschen Bundestages
- Andreas Hajek (* 1968), mehrfacher Olympiasieger und Weltmeister im Rudern
- Cathleen Naundorf (* 1968), Fotografin
- Steffen Eckold (* 1969), politischer Beamter (CDU)
- Antje Tietz (* 1969), Landtagsabgeordnete (PDS)
- Patrick Pulsinger (* 1970), Musiker
- Elke Simon-Kuch (* 1970), Unternehmerin, Basketballfunktionärin und Politikerin (CDU)
- Maik Reichel (* 1971), SPD-Politiker
- Frank Schön (* 1971), Fußballspieler
- Susanne Petersen (* 1974), Handballspielerin
- André Poggenburg (* 1975), AfD-Politiker
- Sebastian Caspar (* 1977), Schriftsteller und Musiker
- Dietrich Bartsch (* 1979), Pianist, Komponist und Schauspieler
- Kerstin Godenrath (* 1979), CDU-Politikerin
- Christian Schreiber (* 1980), Ruderer, mehrfacher Weltmeister im Doppelvierer
- Christiane Schenderlein (* 1981), Politikerin (CDU), Staatsministerin beim Bundeskanzler
- Sven Czekalla (* 1983), Volkswirt, CDU-Politiker
- Marcel Schied (* 1983), Fußballspieler
- Katrin Wolter (* 1983), Schauspielerin
- Johannes Lange (* 1985), Basketballspieler
- Nick Proschwitz (* 1986), Fußballspieler
- Tim Tscharnke (* 1989), Skilangläufer
- Michaela Schmidt (* 1990), Ruderin
- Sara Löser (* 1995), Fußballspielerin
- Maximilian Gludau (* 1998), Politiker (FDP)

## Personen mit Bezug zu Weißenfels

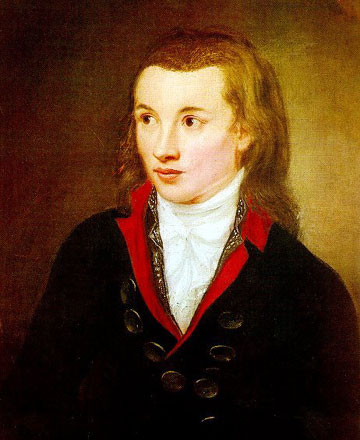
Novalis, um 1799,
Porträt von Franz Gareis

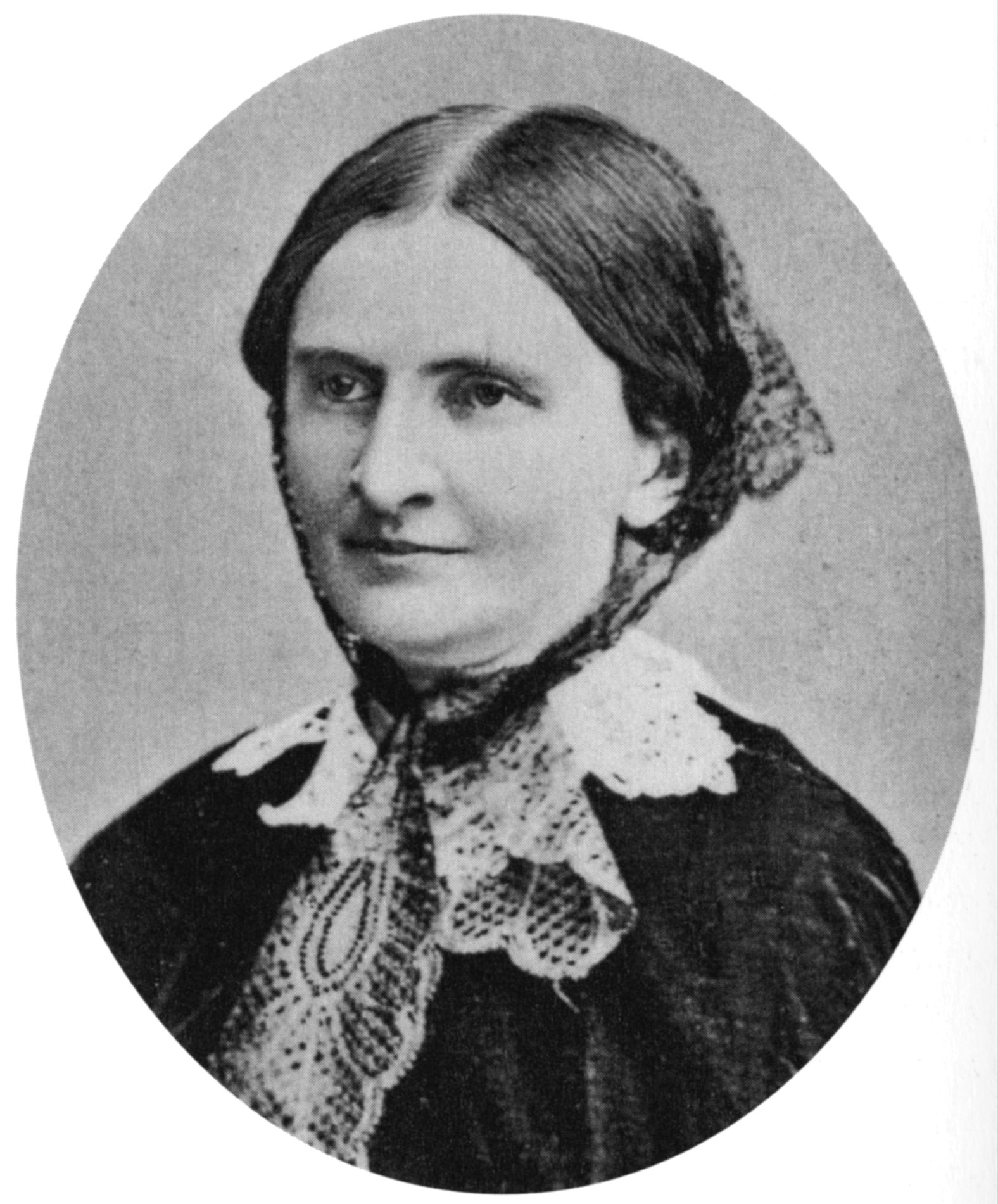
Louise von François

- Georg Lysthenius, auch Georg List (1532–1596), Diakon und Superintendent; in Weißenfels beigesetzt
- Heinrich Schütz (1585–1672), Komponist; verbrachte hier seine Kindheit und den Lebensabend
- Johann Hermann Schein (1586–1630), Komponist; wirkte drei Jahre als Musiklehrer in der Stadt
- Gustav Adolf, König von Schweden (1594–1632); wurde in Weißenfels aufgebahrt
- Johannes Olearius (1611–1684), evangelischer Theologe und Kirchenliederdichter; starb in Weißenfels
- Christian Weise (1642–1708), unterrichtete am Gymnasium illustre Augusteum
- Conrad Höffler (1647–1696), Komponist und Gambist, starb in Weißenfels
- Johannes Riemer (1648–1714), Dichter und Geistlicher, unterrichtete am Gymnasium Illustre Augusteum
- Johann Philipp Krieger (1649–1725), Komponist, Organist und Kapellmeister
- Christian Vater (1651–1732), Mediziner
- Johann Beer (1655–1700), Schriftsteller und Komponist
- Christian Richter (1655–1722), Baumeister in Weißenfels
- Johann Samuel Beyer (1669–1744), Kantor und Komponist
- August Bohse (1661–1742) alias Talander; schrieb Opern-Texte für den Hof
- Philipp Christian Heustreu (vor 1663 – nach 1714), Registrator und Librettist
- Christiane Pauline Kellner (1664–1745) Sopranistin, starb in Weißenfels
- David Heinrich Garthoff (1670–1741), Komponist, starb in Weißenfels
- Erdmann Neumeister (1671–1756), Dichter und Theologe, Hofdiakon der Schlosskirche
- Johann Augustin Kobelius (1674–1731), Komponist, Hofmusiker und Kapelldirektor
- Reinhard Keiser (1674–1739), Komponist
- Johann Christian Schieferdecker (1679–1732), Kirchenmusiker, Organist und Komponist
- Christian Friedrich Hunold (1680–1721) alias Menantes; besuchte das Gymnasium Illustre Augusteum
- Johann David Heinichen (1683–1729), Komponist und Musiktheoretiker
- Johann Sebastian Bach (1685–1750), Komponist des Barock
- Georg Friedrich Händel (1685–1759), Komponist des Barock
- Heinrich Engelhard Poley (1686–1762), Gymnasiallehrer, Philosoph, Bibliothekar, Übersetzer, starb in Weißenfels
- Johann Christoph Schütze (1687–1765) Baumeister, starb in Weißenfels
- Johann Friedrich Fasch (1688–1758), Musiker und Komponist
- Adam Falckenhagen (1697–1754), Lautenist; 1726–28 als Lautenist am Weißenfelser Hof nachweisbar
- Heinrich von Brühl (1700–1763), sächsischer Premierminister
- Johann Ernst Altenburg (1734–1801), Verfasser der wohl ersten Trompetenschule in Deutschland
- Carl Ludwig Traugott Glaeser (1747–1797), Komponist und Kantor an der Stadtkirche in Weißenfels
- Johann Gottfried Seume (1763–1810), Schriftsteller und Dichter
- Novalis / Friedrich von Hardenberg (1772–1801), Schriftsteller der Frühromantik und Philosoph
- Adolf Müllner (1774–1829), Schriftsteller, Bühnendichter und Jurist
- Friedrich Severin († nach 1800), Buchdrucker, Verleger und Buchhändler
- Wilhelm Harnisch (1787–1864), Theologe und Pädagoge
- Moritz Hill (1805–1874), Taubstummenlehrer
- Louise von François (1817–1893), Erzählerin und Schriftstellerin
- Friedrich Ladegast (1818–1905), Orgelbauer
- Friedrich Nietzsche (1844–1900), Philosoph und klassischer Philologe
- Johannes Link (1847–1914), Drechsler und Instrumentenbauer: gründete 1875 eine Trommelfabrik in Weißenfels, 1907 die Sonor-Werke
- Max Lingner (1888–1959), Maler und Grafiker
- Martin Gregor-Dellin (1926–1988), Schriftsteller; lebte von 1926 bis 1958 in Weißenfels
- Max Frankel (1930–2025), US-amerikanischer Journalist deutscher Herkunft
- Dieter M. Weidenbach (* 1945), Maler und Grafiker
- Ingelore Lohse (* 1945), Leichtathletin